# Endonura reticulata
Endonura reticulata is een springstaartensoort uit de familie van de Neanuridae. De wetenschappelijke naam van de soort is voor het eerst geldig gepubliceerd in 1905 door Axelson.